# João José de Almeida Couto
João José de Almeida Couto, o barão do Desterro (Maragogipe, 4 de dezembro de 1812 — Salvador, 24 de março de 1900) foi um advogado e político brasileiro.
Assumiu a administração da província da Bahia por quatro vezes, em 29 de maio a 10 de outubro de 1870, 17 de outubro a 8 de novembro de 1871, 6 de junho a 1 de julho de 1872 e 16 de novembro de 1872 a 10 de junho de 1873.